# Личко Іван Дмитрович
Іван Дмитрович Личко (1882—1937) — український письменник, літературний критик, публіцист. Криптонім: И. Л.

## З біографії
Народився 1882 р., здобув фах лісового інженера та агронома. У 1907 р. за участь у революційному русі був заарештований, відбув ув'язнення в Петербурзі. Воював у складі російської
армії у роки Першої світової війни. 1915 потрапив у полон. Після війни жив у Відні. Наприкінці 1920-х рр. повернувся до Ленінграда. Репресований 1933. Загинув у Соловецьких таборах.

## Творчість
Автор прозових і драматичних творів «В руїнах» (1907), «На могилі Шевченка» (1907), «Степ» (1909), «Тайна» (1910), публіцистичних праць, рецензій. Був першим критиком першого оповідання Володимира Винниченка, відразу передбачив масштаб таланту письменника.